# Abertura Lopez
|   | a | b | c | d | e | f | g | h |   |
| 8 | a8 preto torre · b8 preto cavalo · c8 preto bispo · d8 preto rainha · e8 preto rei · f8 preto bispo · g8 preto cavalo · h8 preto torre · a7 preto peão · b7 preto peão · c7 preto peão · d7 preto peão · f7 preto peão · g7 preto peão · h7 preto peão · e5 preto peão · e4 branco peão · c3 branco peão · a2 branco peão · b2 branco peão · d2 branco peão · f2 branco peão · g2 branco peão · h2 branco peão · a1 branco torre · b1 branco cavalo · c1 branco bispo · d1 branco rainha · e1 branco rei · f1 branco bispo · g1 branco cavalo · h1 branco torre | a8 preto torre · b8 preto cavalo · c8 preto bispo · d8 preto rainha · e8 preto rei · f8 preto bispo · g8 preto cavalo · h8 preto torre · a7 preto peão · b7 preto peão · c7 preto peão · d7 preto peão · f7 preto peão · g7 preto peão · h7 preto peão · e5 preto peão · e4 branco peão · c3 branco peão · a2 branco peão · b2 branco peão · d2 branco peão · f2 branco peão · g2 branco peão · h2 branco peão · a1 branco torre · b1 branco cavalo · c1 branco bispo · d1 branco rainha · e1 branco rei · f1 branco bispo · g1 branco cavalo · h1 branco torre | a8 preto torre · b8 preto cavalo · c8 preto bispo · d8 preto rainha · e8 preto rei · f8 preto bispo · g8 preto cavalo · h8 preto torre · a7 preto peão · b7 preto peão · c7 preto peão · d7 preto peão · f7 preto peão · g7 preto peão · h7 preto peão · e5 preto peão · e4 branco peão · c3 branco peão · a2 branco peão · b2 branco peão · d2 branco peão · f2 branco peão · g2 branco peão · h2 branco peão · a1 branco torre · b1 branco cavalo · c1 branco bispo · d1 branco rainha · e1 branco rei · f1 branco bispo · g1 branco cavalo · h1 branco torre | a8 preto torre · b8 preto cavalo · c8 preto bispo · d8 preto rainha · e8 preto rei · f8 preto bispo · g8 preto cavalo · h8 preto torre · a7 preto peão · b7 preto peão · c7 preto peão · d7 preto peão · f7 preto peão · g7 preto peão · h7 preto peão · e5 preto peão · e4 branco peão · c3 branco peão · a2 branco peão · b2 branco peão · d2 branco peão · f2 branco peão · g2 branco peão · h2 branco peão · a1 branco torre · b1 branco cavalo · c1 branco bispo · d1 branco rainha · e1 branco rei · f1 branco bispo · g1 branco cavalo · h1 branco torre | a8 preto torre · b8 preto cavalo · c8 preto bispo · d8 preto rainha · e8 preto rei · f8 preto bispo · g8 preto cavalo · h8 preto torre · a7 preto peão · b7 preto peão · c7 preto peão · d7 preto peão · f7 preto peão · g7 preto peão · h7 preto peão · e5 preto peão · e4 branco peão · c3 branco peão · a2 branco peão · b2 branco peão · d2 branco peão · f2 branco peão · g2 branco peão · h2 branco peão · a1 branco torre · b1 branco cavalo · c1 branco bispo · d1 branco rainha · e1 branco rei · f1 branco bispo · g1 branco cavalo · h1 branco torre | a8 preto torre · b8 preto cavalo · c8 preto bispo · d8 preto rainha · e8 preto rei · f8 preto bispo · g8 preto cavalo · h8 preto torre · a7 preto peão · b7 preto peão · c7 preto peão · d7 preto peão · f7 preto peão · g7 preto peão · h7 preto peão · e5 preto peão · e4 branco peão · c3 branco peão · a2 branco peão · b2 branco peão · d2 branco peão · f2 branco peão · g2 branco peão · h2 branco peão · a1 branco torre · b1 branco cavalo · c1 branco bispo · d1 branco rainha · e1 branco rei · f1 branco bispo · g1 branco cavalo · h1 branco torre | a8 preto torre · b8 preto cavalo · c8 preto bispo · d8 preto rainha · e8 preto rei · f8 preto bispo · g8 preto cavalo · h8 preto torre · a7 preto peão · b7 preto peão · c7 preto peão · d7 preto peão · f7 preto peão · g7 preto peão · h7 preto peão · e5 preto peão · e4 branco peão · c3 branco peão · a2 branco peão · b2 branco peão · d2 branco peão · f2 branco peão · g2 branco peão · h2 branco peão · a1 branco torre · b1 branco cavalo · c1 branco bispo · d1 branco rainha · e1 branco rei · f1 branco bispo · g1 branco cavalo · h1 branco torre | a8 preto torre · b8 preto cavalo · c8 preto bispo · d8 preto rainha · e8 preto rei · f8 preto bispo · g8 preto cavalo · h8 preto torre · a7 preto peão · b7 preto peão · c7 preto peão · d7 preto peão · f7 preto peão · g7 preto peão · h7 preto peão · e5 preto peão · e4 branco peão · c3 branco peão · a2 branco peão · b2 branco peão · d2 branco peão · f2 branco peão · g2 branco peão · h2 branco peão · a1 branco torre · b1 branco cavalo · c1 branco bispo · d1 branco rainha · e1 branco rei · f1 branco bispo · g1 branco cavalo · h1 branco torre | 8 |
| 7 | a8 preto torre · b8 preto cavalo · c8 preto bispo · d8 preto rainha · e8 preto rei · f8 preto bispo · g8 preto cavalo · h8 preto torre · a7 preto peão · b7 preto peão · c7 preto peão · d7 preto peão · f7 preto peão · g7 preto peão · h7 preto peão · e5 preto peão · e4 branco peão · c3 branco peão · a2 branco peão · b2 branco peão · d2 branco peão · f2 branco peão · g2 branco peão · h2 branco peão · a1 branco torre · b1 branco cavalo · c1 branco bispo · d1 branco rainha · e1 branco rei · f1 branco bispo · g1 branco cavalo · h1 branco torre | a8 preto torre · b8 preto cavalo · c8 preto bispo · d8 preto rainha · e8 preto rei · f8 preto bispo · g8 preto cavalo · h8 preto torre · a7 preto peão · b7 preto peão · c7 preto peão · d7 preto peão · f7 preto peão · g7 preto peão · h7 preto peão · e5 preto peão · e4 branco peão · c3 branco peão · a2 branco peão · b2 branco peão · d2 branco peão · f2 branco peão · g2 branco peão · h2 branco peão · a1 branco torre · b1 branco cavalo · c1 branco bispo · d1 branco rainha · e1 branco rei · f1 branco bispo · g1 branco cavalo · h1 branco torre | a8 preto torre · b8 preto cavalo · c8 preto bispo · d8 preto rainha · e8 preto rei · f8 preto bispo · g8 preto cavalo · h8 preto torre · a7 preto peão · b7 preto peão · c7 preto peão · d7 preto peão · f7 preto peão · g7 preto peão · h7 preto peão · e5 preto peão · e4 branco peão · c3 branco peão · a2 branco peão · b2 branco peão · d2 branco peão · f2 branco peão · g2 branco peão · h2 branco peão · a1 branco torre · b1 branco cavalo · c1 branco bispo · d1 branco rainha · e1 branco rei · f1 branco bispo · g1 branco cavalo · h1 branco torre | a8 preto torre · b8 preto cavalo · c8 preto bispo · d8 preto rainha · e8 preto rei · f8 preto bispo · g8 preto cavalo · h8 preto torre · a7 preto peão · b7 preto peão · c7 preto peão · d7 preto peão · f7 preto peão · g7 preto peão · h7 preto peão · e5 preto peão · e4 branco peão · c3 branco peão · a2 branco peão · b2 branco peão · d2 branco peão · f2 branco peão · g2 branco peão · h2 branco peão · a1 branco torre · b1 branco cavalo · c1 branco bispo · d1 branco rainha · e1 branco rei · f1 branco bispo · g1 branco cavalo · h1 branco torre | a8 preto torre · b8 preto cavalo · c8 preto bispo · d8 preto rainha · e8 preto rei · f8 preto bispo · g8 preto cavalo · h8 preto torre · a7 preto peão · b7 preto peão · c7 preto peão · d7 preto peão · f7 preto peão · g7 preto peão · h7 preto peão · e5 preto peão · e4 branco peão · c3 branco peão · a2 branco peão · b2 branco peão · d2 branco peão · f2 branco peão · g2 branco peão · h2 branco peão · a1 branco torre · b1 branco cavalo · c1 branco bispo · d1 branco rainha · e1 branco rei · f1 branco bispo · g1 branco cavalo · h1 branco torre | a8 preto torre · b8 preto cavalo · c8 preto bispo · d8 preto rainha · e8 preto rei · f8 preto bispo · g8 preto cavalo · h8 preto torre · a7 preto peão · b7 preto peão · c7 preto peão · d7 preto peão · f7 preto peão · g7 preto peão · h7 preto peão · e5 preto peão · e4 branco peão · c3 branco peão · a2 branco peão · b2 branco peão · d2 branco peão · f2 branco peão · g2 branco peão · h2 branco peão · a1 branco torre · b1 branco cavalo · c1 branco bispo · d1 branco rainha · e1 branco rei · f1 branco bispo · g1 branco cavalo · h1 branco torre | a8 preto torre · b8 preto cavalo · c8 preto bispo · d8 preto rainha · e8 preto rei · f8 preto bispo · g8 preto cavalo · h8 preto torre · a7 preto peão · b7 preto peão · c7 preto peão · d7 preto peão · f7 preto peão · g7 preto peão · h7 preto peão · e5 preto peão · e4 branco peão · c3 branco peão · a2 branco peão · b2 branco peão · d2 branco peão · f2 branco peão · g2 branco peão · h2 branco peão · a1 branco torre · b1 branco cavalo · c1 branco bispo · d1 branco rainha · e1 branco rei · f1 branco bispo · g1 branco cavalo · h1 branco torre | a8 preto torre · b8 preto cavalo · c8 preto bispo · d8 preto rainha · e8 preto rei · f8 preto bispo · g8 preto cavalo · h8 preto torre · a7 preto peão · b7 preto peão · c7 preto peão · d7 preto peão · f7 preto peão · g7 preto peão · h7 preto peão · e5 preto peão · e4 branco peão · c3 branco peão · a2 branco peão · b2 branco peão · d2 branco peão · f2 branco peão · g2 branco peão · h2 branco peão · a1 branco torre · b1 branco cavalo · c1 branco bispo · d1 branco rainha · e1 branco rei · f1 branco bispo · g1 branco cavalo · h1 branco torre | 7 |
| 6 | a8 preto torre · b8 preto cavalo · c8 preto bispo · d8 preto rainha · e8 preto rei · f8 preto bispo · g8 preto cavalo · h8 preto torre · a7 preto peão · b7 preto peão · c7 preto peão · d7 preto peão · f7 preto peão · g7 preto peão · h7 preto peão · e5 preto peão · e4 branco peão · c3 branco peão · a2 branco peão · b2 branco peão · d2 branco peão · f2 branco peão · g2 branco peão · h2 branco peão · a1 branco torre · b1 branco cavalo · c1 branco bispo · d1 branco rainha · e1 branco rei · f1 branco bispo · g1 branco cavalo · h1 branco torre | a8 preto torre · b8 preto cavalo · c8 preto bispo · d8 preto rainha · e8 preto rei · f8 preto bispo · g8 preto cavalo · h8 preto torre · a7 preto peão · b7 preto peão · c7 preto peão · d7 preto peão · f7 preto peão · g7 preto peão · h7 preto peão · e5 preto peão · e4 branco peão · c3 branco peão · a2 branco peão · b2 branco peão · d2 branco peão · f2 branco peão · g2 branco peão · h2 branco peão · a1 branco torre · b1 branco cavalo · c1 branco bispo · d1 branco rainha · e1 branco rei · f1 branco bispo · g1 branco cavalo · h1 branco torre | a8 preto torre · b8 preto cavalo · c8 preto bispo · d8 preto rainha · e8 preto rei · f8 preto bispo · g8 preto cavalo · h8 preto torre · a7 preto peão · b7 preto peão · c7 preto peão · d7 preto peão · f7 preto peão · g7 preto peão · h7 preto peão · e5 preto peão · e4 branco peão · c3 branco peão · a2 branco peão · b2 branco peão · d2 branco peão · f2 branco peão · g2 branco peão · h2 branco peão · a1 branco torre · b1 branco cavalo · c1 branco bispo · d1 branco rainha · e1 branco rei · f1 branco bispo · g1 branco cavalo · h1 branco torre | a8 preto torre · b8 preto cavalo · c8 preto bispo · d8 preto rainha · e8 preto rei · f8 preto bispo · g8 preto cavalo · h8 preto torre · a7 preto peão · b7 preto peão · c7 preto peão · d7 preto peão · f7 preto peão · g7 preto peão · h7 preto peão · e5 preto peão · e4 branco peão · c3 branco peão · a2 branco peão · b2 branco peão · d2 branco peão · f2 branco peão · g2 branco peão · h2 branco peão · a1 branco torre · b1 branco cavalo · c1 branco bispo · d1 branco rainha · e1 branco rei · f1 branco bispo · g1 branco cavalo · h1 branco torre | a8 preto torre · b8 preto cavalo · c8 preto bispo · d8 preto rainha · e8 preto rei · f8 preto bispo · g8 preto cavalo · h8 preto torre · a7 preto peão · b7 preto peão · c7 preto peão · d7 preto peão · f7 preto peão · g7 preto peão · h7 preto peão · e5 preto peão · e4 branco peão · c3 branco peão · a2 branco peão · b2 branco peão · d2 branco peão · f2 branco peão · g2 branco peão · h2 branco peão · a1 branco torre · b1 branco cavalo · c1 branco bispo · d1 branco rainha · e1 branco rei · f1 branco bispo · g1 branco cavalo · h1 branco torre | a8 preto torre · b8 preto cavalo · c8 preto bispo · d8 preto rainha · e8 preto rei · f8 preto bispo · g8 preto cavalo · h8 preto torre · a7 preto peão · b7 preto peão · c7 preto peão · d7 preto peão · f7 preto peão · g7 preto peão · h7 preto peão · e5 preto peão · e4 branco peão · c3 branco peão · a2 branco peão · b2 branco peão · d2 branco peão · f2 branco peão · g2 branco peão · h2 branco peão · a1 branco torre · b1 branco cavalo · c1 branco bispo · d1 branco rainha · e1 branco rei · f1 branco bispo · g1 branco cavalo · h1 branco torre | a8 preto torre · b8 preto cavalo · c8 preto bispo · d8 preto rainha · e8 preto rei · f8 preto bispo · g8 preto cavalo · h8 preto torre · a7 preto peão · b7 preto peão · c7 preto peão · d7 preto peão · f7 preto peão · g7 preto peão · h7 preto peão · e5 preto peão · e4 branco peão · c3 branco peão · a2 branco peão · b2 branco peão · d2 branco peão · f2 branco peão · g2 branco peão · h2 branco peão · a1 branco torre · b1 branco cavalo · c1 branco bispo · d1 branco rainha · e1 branco rei · f1 branco bispo · g1 branco cavalo · h1 branco torre | a8 preto torre · b8 preto cavalo · c8 preto bispo · d8 preto rainha · e8 preto rei · f8 preto bispo · g8 preto cavalo · h8 preto torre · a7 preto peão · b7 preto peão · c7 preto peão · d7 preto peão · f7 preto peão · g7 preto peão · h7 preto peão · e5 preto peão · e4 branco peão · c3 branco peão · a2 branco peão · b2 branco peão · d2 branco peão · f2 branco peão · g2 branco peão · h2 branco peão · a1 branco torre · b1 branco cavalo · c1 branco bispo · d1 branco rainha · e1 branco rei · f1 branco bispo · g1 branco cavalo · h1 branco torre | 6 |
| 5 | a8 preto torre · b8 preto cavalo · c8 preto bispo · d8 preto rainha · e8 preto rei · f8 preto bispo · g8 preto cavalo · h8 preto torre · a7 preto peão · b7 preto peão · c7 preto peão · d7 preto peão · f7 preto peão · g7 preto peão · h7 preto peão · e5 preto peão · e4 branco peão · c3 branco peão · a2 branco peão · b2 branco peão · d2 branco peão · f2 branco peão · g2 branco peão · h2 branco peão · a1 branco torre · b1 branco cavalo · c1 branco bispo · d1 branco rainha · e1 branco rei · f1 branco bispo · g1 branco cavalo · h1 branco torre | a8 preto torre · b8 preto cavalo · c8 preto bispo · d8 preto rainha · e8 preto rei · f8 preto bispo · g8 preto cavalo · h8 preto torre · a7 preto peão · b7 preto peão · c7 preto peão · d7 preto peão · f7 preto peão · g7 preto peão · h7 preto peão · e5 preto peão · e4 branco peão · c3 branco peão · a2 branco peão · b2 branco peão · d2 branco peão · f2 branco peão · g2 branco peão · h2 branco peão · a1 branco torre · b1 branco cavalo · c1 branco bispo · d1 branco rainha · e1 branco rei · f1 branco bispo · g1 branco cavalo · h1 branco torre | a8 preto torre · b8 preto cavalo · c8 preto bispo · d8 preto rainha · e8 preto rei · f8 preto bispo · g8 preto cavalo · h8 preto torre · a7 preto peão · b7 preto peão · c7 preto peão · d7 preto peão · f7 preto peão · g7 preto peão · h7 preto peão · e5 preto peão · e4 branco peão · c3 branco peão · a2 branco peão · b2 branco peão · d2 branco peão · f2 branco peão · g2 branco peão · h2 branco peão · a1 branco torre · b1 branco cavalo · c1 branco bispo · d1 branco rainha · e1 branco rei · f1 branco bispo · g1 branco cavalo · h1 branco torre | a8 preto torre · b8 preto cavalo · c8 preto bispo · d8 preto rainha · e8 preto rei · f8 preto bispo · g8 preto cavalo · h8 preto torre · a7 preto peão · b7 preto peão · c7 preto peão · d7 preto peão · f7 preto peão · g7 preto peão · h7 preto peão · e5 preto peão · e4 branco peão · c3 branco peão · a2 branco peão · b2 branco peão · d2 branco peão · f2 branco peão · g2 branco peão · h2 branco peão · a1 branco torre · b1 branco cavalo · c1 branco bispo · d1 branco rainha · e1 branco rei · f1 branco bispo · g1 branco cavalo · h1 branco torre | a8 preto torre · b8 preto cavalo · c8 preto bispo · d8 preto rainha · e8 preto rei · f8 preto bispo · g8 preto cavalo · h8 preto torre · a7 preto peão · b7 preto peão · c7 preto peão · d7 preto peão · f7 preto peão · g7 preto peão · h7 preto peão · e5 preto peão · e4 branco peão · c3 branco peão · a2 branco peão · b2 branco peão · d2 branco peão · f2 branco peão · g2 branco peão · h2 branco peão · a1 branco torre · b1 branco cavalo · c1 branco bispo · d1 branco rainha · e1 branco rei · f1 branco bispo · g1 branco cavalo · h1 branco torre | a8 preto torre · b8 preto cavalo · c8 preto bispo · d8 preto rainha · e8 preto rei · f8 preto bispo · g8 preto cavalo · h8 preto torre · a7 preto peão · b7 preto peão · c7 preto peão · d7 preto peão · f7 preto peão · g7 preto peão · h7 preto peão · e5 preto peão · e4 branco peão · c3 branco peão · a2 branco peão · b2 branco peão · d2 branco peão · f2 branco peão · g2 branco peão · h2 branco peão · a1 branco torre · b1 branco cavalo · c1 branco bispo · d1 branco rainha · e1 branco rei · f1 branco bispo · g1 branco cavalo · h1 branco torre | a8 preto torre · b8 preto cavalo · c8 preto bispo · d8 preto rainha · e8 preto rei · f8 preto bispo · g8 preto cavalo · h8 preto torre · a7 preto peão · b7 preto peão · c7 preto peão · d7 preto peão · f7 preto peão · g7 preto peão · h7 preto peão · e5 preto peão · e4 branco peão · c3 branco peão · a2 branco peão · b2 branco peão · d2 branco peão · f2 branco peão · g2 branco peão · h2 branco peão · a1 branco torre · b1 branco cavalo · c1 branco bispo · d1 branco rainha · e1 branco rei · f1 branco bispo · g1 branco cavalo · h1 branco torre | a8 preto torre · b8 preto cavalo · c8 preto bispo · d8 preto rainha · e8 preto rei · f8 preto bispo · g8 preto cavalo · h8 preto torre · a7 preto peão · b7 preto peão · c7 preto peão · d7 preto peão · f7 preto peão · g7 preto peão · h7 preto peão · e5 preto peão · e4 branco peão · c3 branco peão · a2 branco peão · b2 branco peão · d2 branco peão · f2 branco peão · g2 branco peão · h2 branco peão · a1 branco torre · b1 branco cavalo · c1 branco bispo · d1 branco rainha · e1 branco rei · f1 branco bispo · g1 branco cavalo · h1 branco torre | 5 |
| 4 | a8 preto torre · b8 preto cavalo · c8 preto bispo · d8 preto rainha · e8 preto rei · f8 preto bispo · g8 preto cavalo · h8 preto torre · a7 preto peão · b7 preto peão · c7 preto peão · d7 preto peão · f7 preto peão · g7 preto peão · h7 preto peão · e5 preto peão · e4 branco peão · c3 branco peão · a2 branco peão · b2 branco peão · d2 branco peão · f2 branco peão · g2 branco peão · h2 branco peão · a1 branco torre · b1 branco cavalo · c1 branco bispo · d1 branco rainha · e1 branco rei · f1 branco bispo · g1 branco cavalo · h1 branco torre | a8 preto torre · b8 preto cavalo · c8 preto bispo · d8 preto rainha · e8 preto rei · f8 preto bispo · g8 preto cavalo · h8 preto torre · a7 preto peão · b7 preto peão · c7 preto peão · d7 preto peão · f7 preto peão · g7 preto peão · h7 preto peão · e5 preto peão · e4 branco peão · c3 branco peão · a2 branco peão · b2 branco peão · d2 branco peão · f2 branco peão · g2 branco peão · h2 branco peão · a1 branco torre · b1 branco cavalo · c1 branco bispo · d1 branco rainha · e1 branco rei · f1 branco bispo · g1 branco cavalo · h1 branco torre | a8 preto torre · b8 preto cavalo · c8 preto bispo · d8 preto rainha · e8 preto rei · f8 preto bispo · g8 preto cavalo · h8 preto torre · a7 preto peão · b7 preto peão · c7 preto peão · d7 preto peão · f7 preto peão · g7 preto peão · h7 preto peão · e5 preto peão · e4 branco peão · c3 branco peão · a2 branco peão · b2 branco peão · d2 branco peão · f2 branco peão · g2 branco peão · h2 branco peão · a1 branco torre · b1 branco cavalo · c1 branco bispo · d1 branco rainha · e1 branco rei · f1 branco bispo · g1 branco cavalo · h1 branco torre | a8 preto torre · b8 preto cavalo · c8 preto bispo · d8 preto rainha · e8 preto rei · f8 preto bispo · g8 preto cavalo · h8 preto torre · a7 preto peão · b7 preto peão · c7 preto peão · d7 preto peão · f7 preto peão · g7 preto peão · h7 preto peão · e5 preto peão · e4 branco peão · c3 branco peão · a2 branco peão · b2 branco peão · d2 branco peão · f2 branco peão · g2 branco peão · h2 branco peão · a1 branco torre · b1 branco cavalo · c1 branco bispo · d1 branco rainha · e1 branco rei · f1 branco bispo · g1 branco cavalo · h1 branco torre | a8 preto torre · b8 preto cavalo · c8 preto bispo · d8 preto rainha · e8 preto rei · f8 preto bispo · g8 preto cavalo · h8 preto torre · a7 preto peão · b7 preto peão · c7 preto peão · d7 preto peão · f7 preto peão · g7 preto peão · h7 preto peão · e5 preto peão · e4 branco peão · c3 branco peão · a2 branco peão · b2 branco peão · d2 branco peão · f2 branco peão · g2 branco peão · h2 branco peão · a1 branco torre · b1 branco cavalo · c1 branco bispo · d1 branco rainha · e1 branco rei · f1 branco bispo · g1 branco cavalo · h1 branco torre | a8 preto torre · b8 preto cavalo · c8 preto bispo · d8 preto rainha · e8 preto rei · f8 preto bispo · g8 preto cavalo · h8 preto torre · a7 preto peão · b7 preto peão · c7 preto peão · d7 preto peão · f7 preto peão · g7 preto peão · h7 preto peão · e5 preto peão · e4 branco peão · c3 branco peão · a2 branco peão · b2 branco peão · d2 branco peão · f2 branco peão · g2 branco peão · h2 branco peão · a1 branco torre · b1 branco cavalo · c1 branco bispo · d1 branco rainha · e1 branco rei · f1 branco bispo · g1 branco cavalo · h1 branco torre | a8 preto torre · b8 preto cavalo · c8 preto bispo · d8 preto rainha · e8 preto rei · f8 preto bispo · g8 preto cavalo · h8 preto torre · a7 preto peão · b7 preto peão · c7 preto peão · d7 preto peão · f7 preto peão · g7 preto peão · h7 preto peão · e5 preto peão · e4 branco peão · c3 branco peão · a2 branco peão · b2 branco peão · d2 branco peão · f2 branco peão · g2 branco peão · h2 branco peão · a1 branco torre · b1 branco cavalo · c1 branco bispo · d1 branco rainha · e1 branco rei · f1 branco bispo · g1 branco cavalo · h1 branco torre | a8 preto torre · b8 preto cavalo · c8 preto bispo · d8 preto rainha · e8 preto rei · f8 preto bispo · g8 preto cavalo · h8 preto torre · a7 preto peão · b7 preto peão · c7 preto peão · d7 preto peão · f7 preto peão · g7 preto peão · h7 preto peão · e5 preto peão · e4 branco peão · c3 branco peão · a2 branco peão · b2 branco peão · d2 branco peão · f2 branco peão · g2 branco peão · h2 branco peão · a1 branco torre · b1 branco cavalo · c1 branco bispo · d1 branco rainha · e1 branco rei · f1 branco bispo · g1 branco cavalo · h1 branco torre | 4 |
| 3 | a8 preto torre · b8 preto cavalo · c8 preto bispo · d8 preto rainha · e8 preto rei · f8 preto bispo · g8 preto cavalo · h8 preto torre · a7 preto peão · b7 preto peão · c7 preto peão · d7 preto peão · f7 preto peão · g7 preto peão · h7 preto peão · e5 preto peão · e4 branco peão · c3 branco peão · a2 branco peão · b2 branco peão · d2 branco peão · f2 branco peão · g2 branco peão · h2 branco peão · a1 branco torre · b1 branco cavalo · c1 branco bispo · d1 branco rainha · e1 branco rei · f1 branco bispo · g1 branco cavalo · h1 branco torre | a8 preto torre · b8 preto cavalo · c8 preto bispo · d8 preto rainha · e8 preto rei · f8 preto bispo · g8 preto cavalo · h8 preto torre · a7 preto peão · b7 preto peão · c7 preto peão · d7 preto peão · f7 preto peão · g7 preto peão · h7 preto peão · e5 preto peão · e4 branco peão · c3 branco peão · a2 branco peão · b2 branco peão · d2 branco peão · f2 branco peão · g2 branco peão · h2 branco peão · a1 branco torre · b1 branco cavalo · c1 branco bispo · d1 branco rainha · e1 branco rei · f1 branco bispo · g1 branco cavalo · h1 branco torre | a8 preto torre · b8 preto cavalo · c8 preto bispo · d8 preto rainha · e8 preto rei · f8 preto bispo · g8 preto cavalo · h8 preto torre · a7 preto peão · b7 preto peão · c7 preto peão · d7 preto peão · f7 preto peão · g7 preto peão · h7 preto peão · e5 preto peão · e4 branco peão · c3 branco peão · a2 branco peão · b2 branco peão · d2 branco peão · f2 branco peão · g2 branco peão · h2 branco peão · a1 branco torre · b1 branco cavalo · c1 branco bispo · d1 branco rainha · e1 branco rei · f1 branco bispo · g1 branco cavalo · h1 branco torre | a8 preto torre · b8 preto cavalo · c8 preto bispo · d8 preto rainha · e8 preto rei · f8 preto bispo · g8 preto cavalo · h8 preto torre · a7 preto peão · b7 preto peão · c7 preto peão · d7 preto peão · f7 preto peão · g7 preto peão · h7 preto peão · e5 preto peão · e4 branco peão · c3 branco peão · a2 branco peão · b2 branco peão · d2 branco peão · f2 branco peão · g2 branco peão · h2 branco peão · a1 branco torre · b1 branco cavalo · c1 branco bispo · d1 branco rainha · e1 branco rei · f1 branco bispo · g1 branco cavalo · h1 branco torre | a8 preto torre · b8 preto cavalo · c8 preto bispo · d8 preto rainha · e8 preto rei · f8 preto bispo · g8 preto cavalo · h8 preto torre · a7 preto peão · b7 preto peão · c7 preto peão · d7 preto peão · f7 preto peão · g7 preto peão · h7 preto peão · e5 preto peão · e4 branco peão · c3 branco peão · a2 branco peão · b2 branco peão · d2 branco peão · f2 branco peão · g2 branco peão · h2 branco peão · a1 branco torre · b1 branco cavalo · c1 branco bispo · d1 branco rainha · e1 branco rei · f1 branco bispo · g1 branco cavalo · h1 branco torre | a8 preto torre · b8 preto cavalo · c8 preto bispo · d8 preto rainha · e8 preto rei · f8 preto bispo · g8 preto cavalo · h8 preto torre · a7 preto peão · b7 preto peão · c7 preto peão · d7 preto peão · f7 preto peão · g7 preto peão · h7 preto peão · e5 preto peão · e4 branco peão · c3 branco peão · a2 branco peão · b2 branco peão · d2 branco peão · f2 branco peão · g2 branco peão · h2 branco peão · a1 branco torre · b1 branco cavalo · c1 branco bispo · d1 branco rainha · e1 branco rei · f1 branco bispo · g1 branco cavalo · h1 branco torre | a8 preto torre · b8 preto cavalo · c8 preto bispo · d8 preto rainha · e8 preto rei · f8 preto bispo · g8 preto cavalo · h8 preto torre · a7 preto peão · b7 preto peão · c7 preto peão · d7 preto peão · f7 preto peão · g7 preto peão · h7 preto peão · e5 preto peão · e4 branco peão · c3 branco peão · a2 branco peão · b2 branco peão · d2 branco peão · f2 branco peão · g2 branco peão · h2 branco peão · a1 branco torre · b1 branco cavalo · c1 branco bispo · d1 branco rainha · e1 branco rei · f1 branco bispo · g1 branco cavalo · h1 branco torre | a8 preto torre · b8 preto cavalo · c8 preto bispo · d8 preto rainha · e8 preto rei · f8 preto bispo · g8 preto cavalo · h8 preto torre · a7 preto peão · b7 preto peão · c7 preto peão · d7 preto peão · f7 preto peão · g7 preto peão · h7 preto peão · e5 preto peão · e4 branco peão · c3 branco peão · a2 branco peão · b2 branco peão · d2 branco peão · f2 branco peão · g2 branco peão · h2 branco peão · a1 branco torre · b1 branco cavalo · c1 branco bispo · d1 branco rainha · e1 branco rei · f1 branco bispo · g1 branco cavalo · h1 branco torre | 3 |
| 2 | a8 preto torre · b8 preto cavalo · c8 preto bispo · d8 preto rainha · e8 preto rei · f8 preto bispo · g8 preto cavalo · h8 preto torre · a7 preto peão · b7 preto peão · c7 preto peão · d7 preto peão · f7 preto peão · g7 preto peão · h7 preto peão · e5 preto peão · e4 branco peão · c3 branco peão · a2 branco peão · b2 branco peão · d2 branco peão · f2 branco peão · g2 branco peão · h2 branco peão · a1 branco torre · b1 branco cavalo · c1 branco bispo · d1 branco rainha · e1 branco rei · f1 branco bispo · g1 branco cavalo · h1 branco torre | a8 preto torre · b8 preto cavalo · c8 preto bispo · d8 preto rainha · e8 preto rei · f8 preto bispo · g8 preto cavalo · h8 preto torre · a7 preto peão · b7 preto peão · c7 preto peão · d7 preto peão · f7 preto peão · g7 preto peão · h7 preto peão · e5 preto peão · e4 branco peão · c3 branco peão · a2 branco peão · b2 branco peão · d2 branco peão · f2 branco peão · g2 branco peão · h2 branco peão · a1 branco torre · b1 branco cavalo · c1 branco bispo · d1 branco rainha · e1 branco rei · f1 branco bispo · g1 branco cavalo · h1 branco torre | a8 preto torre · b8 preto cavalo · c8 preto bispo · d8 preto rainha · e8 preto rei · f8 preto bispo · g8 preto cavalo · h8 preto torre · a7 preto peão · b7 preto peão · c7 preto peão · d7 preto peão · f7 preto peão · g7 preto peão · h7 preto peão · e5 preto peão · e4 branco peão · c3 branco peão · a2 branco peão · b2 branco peão · d2 branco peão · f2 branco peão · g2 branco peão · h2 branco peão · a1 branco torre · b1 branco cavalo · c1 branco bispo · d1 branco rainha · e1 branco rei · f1 branco bispo · g1 branco cavalo · h1 branco torre | a8 preto torre · b8 preto cavalo · c8 preto bispo · d8 preto rainha · e8 preto rei · f8 preto bispo · g8 preto cavalo · h8 preto torre · a7 preto peão · b7 preto peão · c7 preto peão · d7 preto peão · f7 preto peão · g7 preto peão · h7 preto peão · e5 preto peão · e4 branco peão · c3 branco peão · a2 branco peão · b2 branco peão · d2 branco peão · f2 branco peão · g2 branco peão · h2 branco peão · a1 branco torre · b1 branco cavalo · c1 branco bispo · d1 branco rainha · e1 branco rei · f1 branco bispo · g1 branco cavalo · h1 branco torre | a8 preto torre · b8 preto cavalo · c8 preto bispo · d8 preto rainha · e8 preto rei · f8 preto bispo · g8 preto cavalo · h8 preto torre · a7 preto peão · b7 preto peão · c7 preto peão · d7 preto peão · f7 preto peão · g7 preto peão · h7 preto peão · e5 preto peão · e4 branco peão · c3 branco peão · a2 branco peão · b2 branco peão · d2 branco peão · f2 branco peão · g2 branco peão · h2 branco peão · a1 branco torre · b1 branco cavalo · c1 branco bispo · d1 branco rainha · e1 branco rei · f1 branco bispo · g1 branco cavalo · h1 branco torre | a8 preto torre · b8 preto cavalo · c8 preto bispo · d8 preto rainha · e8 preto rei · f8 preto bispo · g8 preto cavalo · h8 preto torre · a7 preto peão · b7 preto peão · c7 preto peão · d7 preto peão · f7 preto peão · g7 preto peão · h7 preto peão · e5 preto peão · e4 branco peão · c3 branco peão · a2 branco peão · b2 branco peão · d2 branco peão · f2 branco peão · g2 branco peão · h2 branco peão · a1 branco torre · b1 branco cavalo · c1 branco bispo · d1 branco rainha · e1 branco rei · f1 branco bispo · g1 branco cavalo · h1 branco torre | a8 preto torre · b8 preto cavalo · c8 preto bispo · d8 preto rainha · e8 preto rei · f8 preto bispo · g8 preto cavalo · h8 preto torre · a7 preto peão · b7 preto peão · c7 preto peão · d7 preto peão · f7 preto peão · g7 preto peão · h7 preto peão · e5 preto peão · e4 branco peão · c3 branco peão · a2 branco peão · b2 branco peão · d2 branco peão · f2 branco peão · g2 branco peão · h2 branco peão · a1 branco torre · b1 branco cavalo · c1 branco bispo · d1 branco rainha · e1 branco rei · f1 branco bispo · g1 branco cavalo · h1 branco torre | a8 preto torre · b8 preto cavalo · c8 preto bispo · d8 preto rainha · e8 preto rei · f8 preto bispo · g8 preto cavalo · h8 preto torre · a7 preto peão · b7 preto peão · c7 preto peão · d7 preto peão · f7 preto peão · g7 preto peão · h7 preto peão · e5 preto peão · e4 branco peão · c3 branco peão · a2 branco peão · b2 branco peão · d2 branco peão · f2 branco peão · g2 branco peão · h2 branco peão · a1 branco torre · b1 branco cavalo · c1 branco bispo · d1 branco rainha · e1 branco rei · f1 branco bispo · g1 branco cavalo · h1 branco torre | 2 |
| 1 | a8 preto torre · b8 preto cavalo · c8 preto bispo · d8 preto rainha · e8 preto rei · f8 preto bispo · g8 preto cavalo · h8 preto torre · a7 preto peão · b7 preto peão · c7 preto peão · d7 preto peão · f7 preto peão · g7 preto peão · h7 preto peão · e5 preto peão · e4 branco peão · c3 branco peão · a2 branco peão · b2 branco peão · d2 branco peão · f2 branco peão · g2 branco peão · h2 branco peão · a1 branco torre · b1 branco cavalo · c1 branco bispo · d1 branco rainha · e1 branco rei · f1 branco bispo · g1 branco cavalo · h1 branco torre | a8 preto torre · b8 preto cavalo · c8 preto bispo · d8 preto rainha · e8 preto rei · f8 preto bispo · g8 preto cavalo · h8 preto torre · a7 preto peão · b7 preto peão · c7 preto peão · d7 preto peão · f7 preto peão · g7 preto peão · h7 preto peão · e5 preto peão · e4 branco peão · c3 branco peão · a2 branco peão · b2 branco peão · d2 branco peão · f2 branco peão · g2 branco peão · h2 branco peão · a1 branco torre · b1 branco cavalo · c1 branco bispo · d1 branco rainha · e1 branco rei · f1 branco bispo · g1 branco cavalo · h1 branco torre | a8 preto torre · b8 preto cavalo · c8 preto bispo · d8 preto rainha · e8 preto rei · f8 preto bispo · g8 preto cavalo · h8 preto torre · a7 preto peão · b7 preto peão · c7 preto peão · d7 preto peão · f7 preto peão · g7 preto peão · h7 preto peão · e5 preto peão · e4 branco peão · c3 branco peão · a2 branco peão · b2 branco peão · d2 branco peão · f2 branco peão · g2 branco peão · h2 branco peão · a1 branco torre · b1 branco cavalo · c1 branco bispo · d1 branco rainha · e1 branco rei · f1 branco bispo · g1 branco cavalo · h1 branco torre | a8 preto torre · b8 preto cavalo · c8 preto bispo · d8 preto rainha · e8 preto rei · f8 preto bispo · g8 preto cavalo · h8 preto torre · a7 preto peão · b7 preto peão · c7 preto peão · d7 preto peão · f7 preto peão · g7 preto peão · h7 preto peão · e5 preto peão · e4 branco peão · c3 branco peão · a2 branco peão · b2 branco peão · d2 branco peão · f2 branco peão · g2 branco peão · h2 branco peão · a1 branco torre · b1 branco cavalo · c1 branco bispo · d1 branco rainha · e1 branco rei · f1 branco bispo · g1 branco cavalo · h1 branco torre | a8 preto torre · b8 preto cavalo · c8 preto bispo · d8 preto rainha · e8 preto rei · f8 preto bispo · g8 preto cavalo · h8 preto torre · a7 preto peão · b7 preto peão · c7 preto peão · d7 preto peão · f7 preto peão · g7 preto peão · h7 preto peão · e5 preto peão · e4 branco peão · c3 branco peão · a2 branco peão · b2 branco peão · d2 branco peão · f2 branco peão · g2 branco peão · h2 branco peão · a1 branco torre · b1 branco cavalo · c1 branco bispo · d1 branco rainha · e1 branco rei · f1 branco bispo · g1 branco cavalo · h1 branco torre | a8 preto torre · b8 preto cavalo · c8 preto bispo · d8 preto rainha · e8 preto rei · f8 preto bispo · g8 preto cavalo · h8 preto torre · a7 preto peão · b7 preto peão · c7 preto peão · d7 preto peão · f7 preto peão · g7 preto peão · h7 preto peão · e5 preto peão · e4 branco peão · c3 branco peão · a2 branco peão · b2 branco peão · d2 branco peão · f2 branco peão · g2 branco peão · h2 branco peão · a1 branco torre · b1 branco cavalo · c1 branco bispo · d1 branco rainha · e1 branco rei · f1 branco bispo · g1 branco cavalo · h1 branco torre | a8 preto torre · b8 preto cavalo · c8 preto bispo · d8 preto rainha · e8 preto rei · f8 preto bispo · g8 preto cavalo · h8 preto torre · a7 preto peão · b7 preto peão · c7 preto peão · d7 preto peão · f7 preto peão · g7 preto peão · h7 preto peão · e5 preto peão · e4 branco peão · c3 branco peão · a2 branco peão · b2 branco peão · d2 branco peão · f2 branco peão · g2 branco peão · h2 branco peão · a1 branco torre · b1 branco cavalo · c1 branco bispo · d1 branco rainha · e1 branco rei · f1 branco bispo · g1 branco cavalo · h1 branco torre | a8 preto torre · b8 preto cavalo · c8 preto bispo · d8 preto rainha · e8 preto rei · f8 preto bispo · g8 preto cavalo · h8 preto torre · a7 preto peão · b7 preto peão · c7 preto peão · d7 preto peão · f7 preto peão · g7 preto peão · h7 preto peão · e5 preto peão · e4 branco peão · c3 branco peão · a2 branco peão · b2 branco peão · d2 branco peão · f2 branco peão · g2 branco peão · h2 branco peão · a1 branco torre · b1 branco cavalo · c1 branco bispo · d1 branco rainha · e1 branco rei · f1 branco bispo · g1 branco cavalo · h1 branco torre | 1 |
|   | a | b | c | d | e | f | g | h |   |

A Abertura Lopez ou Ataque MacLeod é uma abertura caracterizada pelos movimentos:
1.e4 e5 2.c3
O segundo movimento das Brancas prepara para empurrar o peão d4 ao centro, de modo a dominá-lo. Existem opções de transposição para outras aberturas como por exemplo a Abertura Ponziani ou o Gambito Göring Gambit na Abertura Escocesa. Entretanto, esta abertura é considerada muito lenta pois as Pretas podem responder com 2...d5 para eliminar as possibilidades de transposição e resolver todos os problemas da abertura.
A abertura Lopez está registrada na ECO sob o código C20 como uma das muitas variações das Aberturas do Peão do Rei.